# Szénási Sándor (hegedűművész)
Ifj. Szénási Sándor (Budapest, 1950. augusztus 31. – ) magyar zenész, előadóművész.

## Életpályája
1969–1994 között a Magyar Állami Népi Együttes tagja volt. 1987–1995 között a 100 Tagú Cigányzenekar főtitkára, művészeti intendánsa volt. Az ott kialakult feszültség miatt az együttes 61 tagjával új zenekart alapított 100 Roma Virtuóz néven.
Aktív résztvevője a cigány közéletnek. Új zenekara az általa elnökölt 100 Roma Virtuóz Országos Kulturális Egyesület égisze alatt működik.

## Díjai
- Arany Szitár Díj
- Inter-Lyra Díj (Magyar Előadóművészetért Alapítvány)
- Magyar Arany Érdemkereszt (1994)